# Шеридан, Ричард Бринсли
Ричард Бринсли Шеридан (англ. Richard Brinsley Sheridan, 30 октября 1751 — 7 июля 1816) — ирландский (британский) поэт, драматург, политик и общественный деятель. Самое известное из его литературных произведений — пьеса «Школа злословия».

## Биография
Шеридан родился в Дублине, на модной в те времена улице Дорсет-стрит в доме № 12 (позднее на Дорсет-стрит родился Шон О’Кейси), и был крещён 4 ноября. Его отец, Томас Шеридан, актёр и театральный импресарио, работал в то время в Дублинском Королевском Театре, а мать, Френсис Шеридан, была писательницей, автором популярного романа «Записки Сидни Биддалф». Она умерла, когда Ричарду было 15 лет.
Шеридан окончил школу Харроу, затем обучался праву и математическим дисциплинам частным образом.
В 1772 году состоялась дуэль между Ричардом Шериданом и капитаном Томасом Мэтьюсом. Мэтьюс написал газетную статью, порочащую Элизабет Линли, женщину, на которой Шеридан намеревался жениться. Первая дуэль должна была состояться в Лондоне, в Гайд-парке, но из-за большого наплыва людей её пришлось перенести в таверну в Ковент-Гардене. Поединок был коротким и без кровопролития. Мэтьюс потерял свою шпагу и, согласно Шеридану, был вынужден «попросить о пощаде» и написать опровержение статьи. Извинение было обнародовано, и Мэтьюс, приведённый в бешенство гласностью, отказался смириться с поражением и вызвал Шеридана на вторую дуэль. Шеридан мог и отказаться, но стал бы социальным изгоем. Эта дуэль, состоявшаяся в августе 1772 года, была намного жёстче. На сей раз оба сломали свои шпаги, но продолжали бороться в «отчаянной борьбе за жизнь и честь». Оба были ранены, Шеридан в большей степени, чем Мэтьюс. К счастью, благодаря хорошей конституции Шеридана, спустя восемь дней было объявлено, что его состояние вне опасности. Мэтьюс сбежал на почтовой карете.

### Драматург
В 1773 году, в возрасте 21 года, Ричард Шеридан женился на Элизабет Линли. Менее чем через два года его первая пьеса, «Соперники», была поставлена в «Ковент-Гардене», в Лондоне. Постановка имела успех, что помогло Шеридану войти в фешенебельные круги лондонского общества.
Вскоре после успеха «Соперников» Шеридан написал либретто, а его тесть, Томас Линли старший, — музыку для оперы «Дуэнья», премьера которой прошла в «Ковент Гардене» 21 ноября 1775 года. Об успехе оперы у публики свидетельствует тот факт, что в течение последующего сезона её давали 75 раз.
В 1776 году Шеридан, его тесть и ещё один партнер купили долю в театре «Друри-Лейн» и, два года спустя, выкупили его полностью. На протяжении многих лет Шеридан управлял театром, а позже стал единственным владельцем. В дальнейшем все его пьесы были поставлены в этом театре. 24 февраля 1809 театр сгорел дотла.
Написанная им в 1777 году пьеса «Школа злословия» (The School for Scandal) — одна из лучших английских комедий нравов. Эту тему развивает и поставленная незадолго до того «Поездка в Скарборо». Фактически завершил деятельность Шеридана как комедиографа пародийная комедия «Критик» в 1779 году.

### Член Парламента
В 1780 году Шеридан был избран в Палату общин в качестве союзника Чарльза Джеймса Фокса. Он, как говорят, заплатил членам парламента Стаффорда по пять гиней, дабы представлять их. Как результат, его первая речь в Парламенте была ответом против обвинения в подкупе. Когда он не был переизбран 32 года спустя, в 1812 году, его кредиторы окружили его, и последние годы жизни были омрачены долгами и разочарованием. На слушании по поводу его долгов американский Конгресс предложил Шеридану 20 000 фунтов в качестве признания его усилий в предотвращении войны за независимость. Предложение было отвергнуто.
Шеридан был членом партии вигов, замечательным оратором и одним из лидеров своей партии. Член Палаты общин в 1780—1812 (от округов Стаффорд, Вестминстер и Илчестер), занимал посты Управляющего герцогством Корнуолл (1803—1806) и Казначея флота (1806—1807).

## Семья
Шеридан был дважды женат. В первом браке с Элизабет Линли, умершей в 1792 году, он имел сына Томаса и дочь Эдит. Позднее драматург женился вторично на Эстер Джейн Огль, дочери соборного настоятеля в Винчестере, родившей ещё одного сына, Чарльза.

## Последние годы
Вынужденный уйти с поста директора «Друри-Лейн», писатель разорился, ему пришлось продать всё ценное и памятное из своего имущества. В декабре 1815 года он заболел и почти не вставал с постели. Никто не навещал его, драматург умер в полной нищете.
Когда же Шеридан умер, его похоронили в Уголке поэтов Вестминстерского аббатства. Гроб по очереди несли Лорд-мэр Лондона и пэры, ему оказали высшие почести, хотя надгробный памятник поставили много позже, на средства одного из друзей. Томас Мур отозвался об этом так:

Умирал в одиночестве он, а у гроба
Будет очередь сильных и знатных стоять.
Вот их дружбы мерило, вот чести их проба,
О пустых этих душах мне больно писать…
Где вы были, когда он, голодный, зачах?
Свора знатных в несчастье его избегала.
Нынче пристав с поэта стащил одеяло —
Завтра лорд его гроб понесет на плечах!

## Творчество
Шеридан — автор следующих пьес:
- «Соперники» — комедия, премьера на сцене состоялась 17 января 1775 года;
- «День Святого Патрика, или предприимчивый лейтенант» — фарс, премьера состоялась 2 мая 1775 года;
- Дуэнья[англ.] — комическая опера, премьера состоялась 21 ноября 1775 года;
- «Поездка в Скарборо» — комедия, 24 февраля 1777 года;
- Школа злословия — сатирическая комедия, 8 мая 1777 года;
- «Лагерь» — 15 октября 1778 года;
- «Критик» — комедия, 30 октября 1779 года;
- «Славное первое июня» — 2 июля 1794 года;
- «Писарро» — трагедия, 24 мая 1799 года.

Был также автором поэм и парламентских выступлений.

## Экранизации
- Дуэнья (Михаил Григорьев) (1978 г.)
- Школа злословия (А. Роом) (1952 г., Спектакль)

## Публикации на русском языке
- Шеридан Р. Б. Драматические произведения / Вступ. ст. и комм. Ю. И. Кагарлицкого. — М. : Искусство, 1956. — 484 с. — 75 000 экз.